# Zona 51

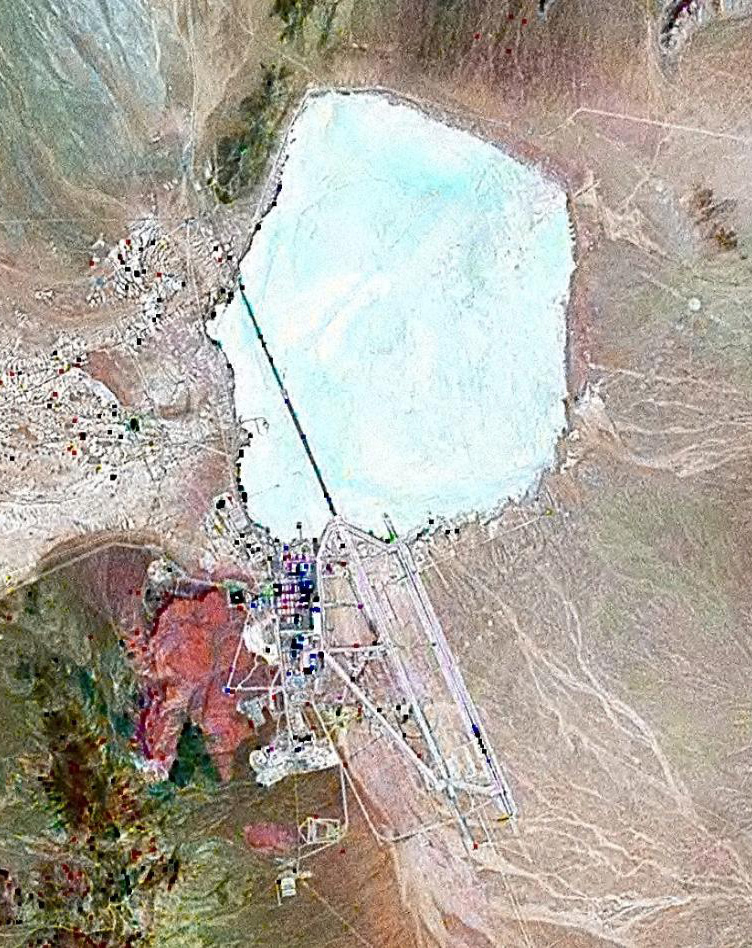
Area 51, fotografie din spațiu, satelitul NASA LandSat

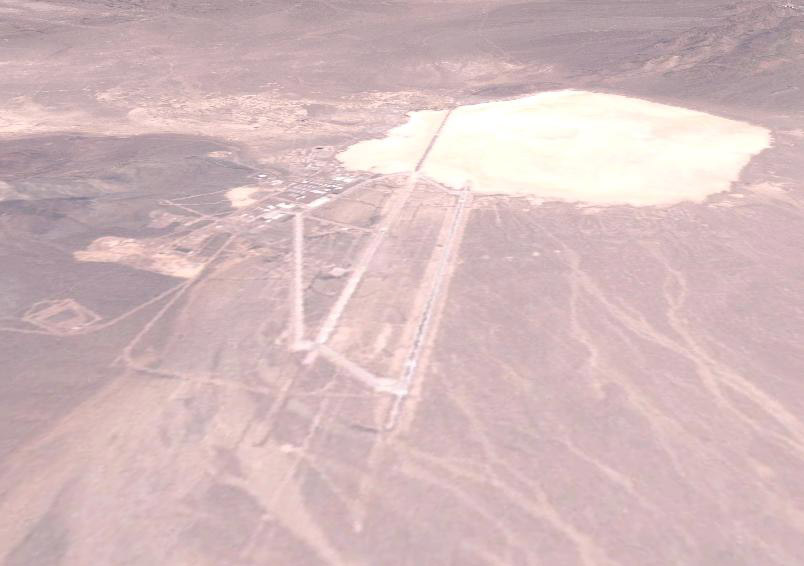
Vedere aeriană simulată folosind imagini Landsat

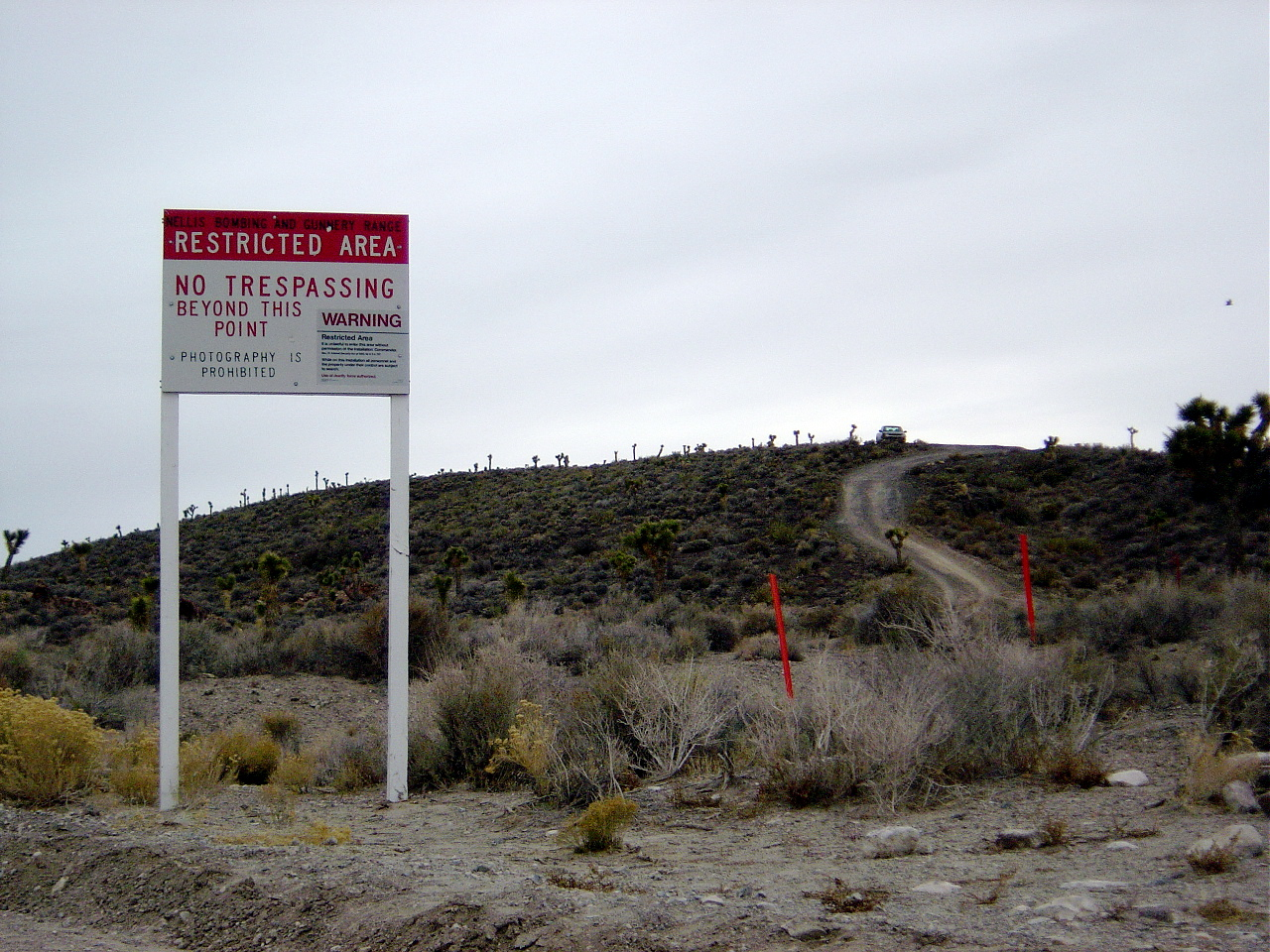
La intrarea în Area 51 se află un panou de interzicere a accesului

Zona 51 (în engleză Area 51) este una dintre cele mai secrete baze ale Armatei Americane situată lângă lacul sărat Groom Lake, din comitatul Nye, statul Nevada, Statele Unite ale Americii.
Area 51, care se găsește la circa 133 km (sau 83 mile) în nord-vest de centrul faimosului Las Vegas. Este o bază militară americană, fiind o exclavă îndepărtată a bazei aeriene Edwards Air Force Base. Situată în centrul unei mari suprafețe de pământ federal, pe malul sudic al lacului sărat secat Groom Lake, Area 51 este o bază militară aeriană de dimensiuni considerabile. Scopul principal al bazei este de a iniția și continua experimentarea diferitelor tipuri de avioane, vectori purtători și sisteme de arme. Se mai spune și că în această zonă pot fi văzute OZN-uri însă nu sunt dovezi concrete care să arate că OZN-urile vin din spatiu sau că sunt modelele de testare a noilor avioane fabricate de Armata Americana în Area 51. DREAMLAND: Fifty Years of Secret Flight Testing in Nevada By Peter W. Merlin 

## Istoric și fapte
Zona 51 a fost construită între anii 1940-1950. De atunci, ea tot continuă să se extindă. Pista de aterizare a bazei acoperă, de fapt, întreaga suprafață a lacului, fiind aleasă pentru că în cazul unei aterizări de urgență, la viteză ridicată, aceasta se face cu mai puține riscuri pe un lac de sare secat, cu suprafața moale, decât pe o pistă din beton dur.
Certitudinile referitoare la Zona 51 sunt destul de puține. Începând cu 1954, acolo se testează cele mai avansate tehnologii ale armatei americane. Cu timpul s-a aflat ca acolo a fost perfecționat avionul-spion Lockheed U-2 (cel care a descoperit rachetele nucleare sovietice instalate in Cuba) și aparate precum celebrele avioane de recunoaștere Lockheed U-2/Lockheed A-12 Oxcart/SR-71 Blackbird sau avionul greu detectabil prin radar (Stealth) Lockheed F-117 Nighthawk (inclusiv varianta inițială la scară 2/3 Lockheed Have Blue), avionul experimental de urmărire a câmpului de luptă Northrop Tacit Blue și aparatul pentru încercări Boeing Bird of Prey. Toate au fost testate in secret. Din imaginile prezentate pe Terraserver Arhivat în 27 decembrie 2005, la Wayback Machine., reiese că, alături de clădiri si instalații există si o imensă pistă de decolare/aterizare, lungă 9 km.
Zona 51 a devenit celebra prin experimentele cu bombe atomice,testarea aparatelor de zbor avansate,secretizarea documentelor si a activitatii din aceasta zonă.

## Ipoteze
Se presupune că se testează de mulți ani un avion de recunoaștere hipersonic (Mach 6-8) greu detectabil numit Aurora cu motoare superstatoreactoare și rază de acțiune intercontinentală (urmașul proiectelor NASP/Copper Canyon, având numele de cod Senior Citizen).
Mulți ufologi cred că, in această zonă activează mai multe tipuri de aparate de zbor neidentificate (OZNuri) si că, din acest punct al planetei intră și ies aparate de zbor cu viteze foarte mari (peste 10.000 km/h).